# Nina Sullam Rignano
Nina Sullam Rignano (Milano, 1871 – 1945) è stata una filantropa e attivista italiana, figura di spicco nel movimento femminista a cavallo tra il XIX e il XX secolo.

## Biografia

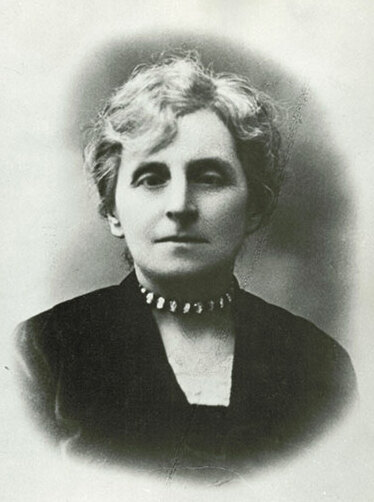
Nina Rognano Sullam

Costanza (detta Nina) Sullam nacque il 4 luglio 1871 a Milano da genitori ebrei benestanti, dai quali ricevette un'educazione laica e attenta alla cultura internazionale.
Sviluppò fin da giovane un notevole interesse per le questioni educative e coltivò la conoscenza delle lingue straniere, tra cui tedesco, inglese e francese, intraprendendo viaggi di studio in diversi paesi d'Europa.

### Impegno nell'Unione Femminile Nazionale
Nel 1897 sposò lo scienziato e filosofo positivista livornese Eugenio Rignano, anch'egli di religione ebraica. Il marito la introdusse nel contesto socialista democratico lombardo, di cui presto abbracciò attività e ideali; insieme a lui collaborò con la Società Umanitaria e l'Università Popolare.
Negli anni ottanta Milano era tra le città più industrializzate d'Italia e capitale finanziaria, forte di una significativa presenza di attivisti socialisti, e centro del femminismo italiano.
Nel 1899 Nina Sullam prese parte, anche con un proprio contributo economico, alla fondazione dell'Unione Femminile, nata per iniziativa dell'attivista per i diritti delle donne Ersilia Majno Bronzini e sostenuta da diverse organizzazioni sociali. Tra queste figurava l'Associazione Generale delle Operaie, del cui consiglio direttivo facevano parte sia Sullam che Majno. L'obiettivo primario dell'Unione era l'ottenimento di leggi di tutela per le donne e, in prospettiva, il diritto di voto.
Nel 1901 venne costituita nei locali dell'Unione, per iniziativa di Majno, Sullam e altre personalità politiche, la sezione milanese del Comitato italiano contro la tratta delle bianche, con l'obbiettivo di denunciare e contrastare la prostituzione, specie minorile, un destino allora comune a molte donne.
Diversamente da altri membri del Comitato che indirizzavano le ex prostitute al lavoro in fabbrica, Sullam sosteneva la necessità di formarle e avviarle come domestiche presso famiglie benestanti. Il suo duplice obiettivo era favorire l'assimilazione delle regole borghesi di condotta e incoraggiare le famiglie ospitanti a un maggiore impegno nella società civile, oltre le semplici donazioni.
Nel 1902 Sullam sostenne con Ersilia Majno lo sciopero delle “piscinine”, adolescenti sottopagate, impiegate come apprendiste nelle sartorie con carichi di lavoro molto elevati, cui l'Unione mise a disposizione la propria sede, promovendo la costituzione di un'associazione di giovani lavoranti con lo scopo di promuovere l’istruzione delle giovani per formarle al mondo del lavoro.
Tra il 1901 e il 1904 scrisse sul periodico dell'Unione numerosi articoli, specie sulle condizioni di lavoro delle lavoratrici e su temi di carattere giuridico, sostenendo i diritti sociali, civili e politici delle donne.
Le sue conoscenze giuridiche e la sua familiarità con la legislazione vigente le consentirono di svolgere un ruolo importante anche nella stesura degli statuti di diverse organizzazioni, da quello del Comitato contro la tratta delle bianche nel 1901, all'Asilo Mariuccia nel 1902, all'accordo tra l’Unione e la Società Umanitaria per l’Ufficio di Collocamento per le Domestiche, da lei stesa creato nel 1905.
Il suo ruolo all'interno dell'Unione crebbe progressivamente d'importanza: nel 1909 assunse la carica di Presidente e la carica di consigliera delegata dal 1919 al 1925. Tra le sue prime iniziative, promosse la formazione politico-giuridica delle socie più istruite, al fine di favorirne l'inserimento nei consigli di amministrazione di istituzioni come ospedali e orfanotrofi, sfruttando le opportunità offerte dalla legge del 1890 sulle Opere Pie, che riconosceva ufficialmente il ruolo delle donne nell'ambito della beneficenza.
L'Unione Femminile, fin dalla sua costituzione, beneficiò del significativo coinvolgimento di donne ebree, che progressivamente costituirono la maggior parte delle sue aderenti. Oltre a Sullam, un'altra figura importante fu Bice Cammeo (1875–1961); entrambe operarono in stretta sinergia con Ersilia Majno nella gestione dell'Unione e delle sue ramificazioni istituzionali.

### Iniziative a favore delle lavoratrici
Nina Sullam dedicò un impegno notevole al supporto delle lavoratrici del settore domestico. A lei si deve la concezione e la fondazione nel 1905, in collaborazione con la Società Umanitaria, dell'Ufficio di Collocamento del personale femminile di servizio che offriva sostegno, servizi gratuiti e formazione a diverse tipologie di lavoratrici, tra cui domestiche, bambinaie, cuoche e guardarobiere.
Nel 1908 partecipò al Congresso di attività pratica femminile incentrato sull'istruzione professionale e l'organizzazione delle lavoratrici domestiche. Due anni dopo promosse l'istituzione di un dormitorio-pensione per fornire un alloggio sicuro alle giovani in cerca di occupazione, proteggendole da situazioni degradanti e dal rischio di finire nel circuito della prostituzione.
Si adoperò anche per l'istituzione di una scuola professionale dedicata alla formazione delle domestiche. L'intento era di perfezionare le loro competenze, migliorando così sia la loro posizione nel mercato del lavoro che il loro salario. Sullam auspicava che il lavoro domestico venisse equiparato a "qualsiasi altra attività industriale" e rientrasse sotto l'egida della "legislazione sociale", garantendo che queste lavoratrici non fossero più discriminate, ma considerate alla pari degli altri lavoratori.
Nel 1902, a nome dell'Unione Femminile, propose al ministro Luigi Rava l'istituzione di una Sezione Femminile all'interno dell'Ispettorato delle Industrie, ispirandosi ad esempi stranieri, in particolare a quello della Gran Bretagna, dove le donne furono nominate per la prima volta ispettrici di fabbrica nel 1893. L'obiettivo era assegnare a donne specializzate, provenienti dalla classe operaia, il compito di verificare l'applicazione e il rispetto delle leggi a tutela delle lavoratrici, in particolare nelle fabbriche con alta presenza femminile e minorile. Tale disposizione, tuttavia, richiese diversi anni prima di essere attuata.
Nel 1913 rappresentò l'Unione all'interno della Commissione d'inchiesta sul lavoro femminile a domicilio, promossa dal Comitato permanente del lavoro. Nello stesso anno partecipò al Congresso nazionale della Triplice del lavoro proponendo l'estensione dell'assicurazione obbligatoria contro gli infortuni anche alle lavoratrici domestiche.

### Asilo Mariuccia
Si distinse anche per l'impegno profuso nell'organizzazione e nella direzione dell'Asilo Mariuccia, una delle realizzazioni più significative dell'Unione Femminile, istituito nel 1902 con lo scopo di accogliere, educare, riabilitare e formare professionalmente le sue ospiti. Collaborando strettamente con Ersilia Majno, Sullam non solo diresse l'Asilo, ma lo sostenne anche finanziariamente.
Dieci dei trenta principali contributori di questa istituzione erano ebrei milanesi; la donazione iniziale fatta da Nina Sullam di 20.000 lire permise l'apertura dell'Asilo.
Insieme a Majno ed altri membri del Consiglio dell'Asilo Mariuccia si schierò contro l'obbligatorietà dell'insegnamento della religione cattolica nella scuola elementare previsto dalla riforma Gentile, sostenendo la facoltà di esonero in nome della libertà di culto.

### Prima guerra mondiale e dopoguerra
Durante la Prima guerra mondiale Rignano Sullam assunse posizioni interventiste, in contrasto con le posizioni pacifiste di Ersilia Bronzini Majno e del Partito Socialista, arrivando a richiedere, nel 1917, la soppressione del giornale Avanti! per disfattismo. Mantenne tuttavia intatta la sua amicizia e la stima personale per la fondatrice dell'UFN e dell'Asilo Mariuccia, come dimostrato dal suo contributo del 1917 alla sezione per i figli dei richiamati al fronte, elargito in memoria di Carlotta Majno, una delle figlie di Ersilia, venuta a mancare in giovane età.
Nel dopoguerra entrò a far parte del Comitato direttivo di una scuola di riqualificazione professionale che offriva corsi in cucito e sartoria per contrastare la disoccupazione femminile causata dai licenziamenti e la mancanza di preparazione specifica che comprometteva il ricollocamento delle lavoranti.
Nel 1923 l'UFN organizzò un Convegno per l'"intesa con le associazioni femminili", a cui aderirono 31 organizzazioni. In tale occasione, Sullam presentò ai gruppi femministi legati ai partiti una relazione sulle attività sociali dell'Unione a carattere apolitico. Nello stesso anno, a Roma, durante il Congresso organizzato dall'UFN, dal Consiglio Nazionale delle Donne Italiane e dal Comitato Pro Suffragio, affrontò il tema dell'insegnamento di economia domestica come preparazione del personale di servizio.
Nel 1929 partecipò al Congresso dell’Alleanza Internazionale per il Suffragio e per l’Azione Civile e Politica delle Donne svoltosi a Berlino, presentando una relazione sulle associazioni lavorative italiane.

### Persecuzione razziale e ultimi anni
Come conseguenza delle leggi razziali del 1938, dopo che il prefetto di Torino impose la sospensione delle attività alla presidente della sezione dell'Unione Femminile Elisa Treves, di origini ebraiche e di orientamento socialista, Nina Sullam nel luglio 1938 rassegnò con una lettera le sue dimissioni dalla carica di consigliera della sezione milanese, sperando che nessun altro atto venisse emanato contro le associate. Il 31 gennaio 1939 un decreto prefettizio impose lo scioglimento della sezione milanese dell’Unione Femminile Nazionale (UFN) e la confisca dei suoi beni.
Nonostante le persecuzioni successive all'applicazione delle leggi razziali, Rignano Sullam, vedova e senza figli, non lasciò l'Italia e cercò rifugio in diversi luoghi, tra cui Tramezzo e Alassio, mentre le sue condizioni di salute divennero instabili. 
Dopo l'occupazione tedesca dell'Italia nel settembre 1943 dovette vivere diversi anni in clandestinità; inizialmente trovò ospitalità presso amici milanesi, presumibilmente dei circoli dell'UFN. Per non mettere in pericolo questi ultimi, dalla fine del 1943 l'anziana settantenne si nascose sotto falso nome in varie località della Liguria e delle province di Como e Varese. Il suo stato di salute, già precario, peggiorò visibilmente a causa delle privazioni e delle cattive condizioni di vita.
Nel maggio del 1944 il capo della provincia di Milano emana un decreto con il quale venne disposta la confisca di tutti suoi beni.
Nina Sullam morì in solitudine, a Varese, il 26 maggio 1945, sotto false generalità, poche settimane dopo la liberazione. 